# Verrucaria bulgarica
Verrucaria bulgarica är en lavart som beskrevs av Szatala. Verrucaria bulgarica ingår i släktet Verrucaria och familjen Verrucariaceae.   Inga underarter finns listade i Catalogue of Life.